# Last Day of June (The Complete Game Soundtrack)
Last Day of June (The Complete Game Soundtrack) è la colonna sonora realizzata da Steven Wilson per il videogioco Last Day of June (2017); è stata autoprodotta e pubblicata su Spotify il 1º dicembre 2017.

## Descrizione
Si tratta della colonna sonora dell'omonimo videogioco creato da Massimo Guarini e basato sui personaggi Carl e June originariamente apparsi nel videoclip del brano Drive Home di Wilson. I brani presenti nella colonna sonora sono principalmente versioni strumentali e riadattate di vari brani originariamente pubblicati nei primi quattro album in studio di Wilson, Insurgentes, Grace for Drowning, The Raven That Refused to Sing (And Other Stories) e Hand. Cannot. Erase..
Il 19 novembre 2021 il disco è stato pubblicato anche in formato vinile attraverso la Music on Vinyl.

## Tracce
1. Some Things Cannot Be Changed – 2:58
2. That Day by the Pier – 3:58
3. There Must Be a Way – 1:17
4. The Last Day of June – 8:18
5. Suspended in Me – 1:09
6. Driving Home – 1:39
7. I'm Still Here... – 1:35
8. The Boy Who Lost His Friends – 2:16
9. The Crib – 1:05
10. Time for a New Start – 3:27
11. Suspended in You – 1:18
12. Under the Shadow of My Father – 1:29
13. Accept – 4:13
14. Deceive – 1:07
15. Together, Forever Again – 3:52